# Даніель Габріель Панку
Даніель Габріель Панку (рум. Daniel Gabriel Pancu; нар. 17 серпня 1977, Ясси, Румунія) — румунський футболіст та тренер, виступав на позиції атакувального півзахисника та нападника.

## Клубна кар'єра
Футбольну кар'єру розпочав у «Політехніці» (Ясси), де спочатку займався на позиції воротаря. Через незадоволення тренера грою на виходах у виконанні Даніеля переведений на позицію нападника. У Першому дивізіоні Румунії дебютував 1995 року. Взимку 1996 року за 200 000 євро перебрався до бухарестського «Рапіда». На момент переходу став найдорожчим футболістом «Політехніки», який залишив клуб з Ясс. У сезоні 1998/99 років під керівництвом Мірчі Луческу виграв чемпіонат Румунії та став найкращим бомбардиром турніру. Отримав від вболівальників клубу прізвисько «Панконе» Через два з половиною сезони за 1 200 000 доларів перебрався до представника істалійської Серії B «Чезени». За підсумками 1999/2000 років «Чезена» вилетіла з другого дивізіону італійського футболу, а Даніель за 800 000 доларів повернувся в бухарестське «Динамо» під керівництво Ангела Йорданеску, де провів наступні два сезони своєї кар'єри. У 2002 році разом з «Рапідом» виграв кубок Румунії, після перемоги у фіналі над столичним «Динамо». Під час виступів за «Рапід» отримав прізвисько «Роналду з Гюлешті».
У 2002 році на прохання головного тренера «Бешикташа» Мірчі Луческу перейшов за 2 250 000 доларів до турецького клубу. В новій команді отримав футболку з 9-им ігровим номером. Саме в «Бешикташі» Мірча Луческу з приголомшливими результатами перетворив Даніеля Панку з нападника в центрального півзахисника. Під час зимової перерви сезону 2005/06 року повернувся в оренду (з можливістю влітку стати повноцінним гравцем клубу) до «Рапіду», якому допоміг виграти національний кубок. У березні 2006 року отримав медаль «За спортивні заслуги» ІІ ступеня з беретом від тодішнього президента Румунії Траяна Бэсеску, оскільки входив до команди «Рапід», яка вийшла до чвертьфіналу Кубка УЄФА 2005/06. Проте по завершення оренди його контракт викупив «Бурсаспор», але в лютому 2008 року домовився про розірвання угоди за згодою сторін й навесні того ж року повернувся в «Рапід». Відзначився голом у першому ж матчі за «Рапід» у 2008 році. У липні 2008 року розірвав угодоу з «Рапідом» й перейшов до «Терека». У футболці грозненського клубу дебютував 20 липня 2008 року в нічийному (0:0) поєдинку проти казанського «Рубіа». Залишив розташування «Терека» 30 листопада 2009 року.
11 грудня 2009 року в болгарських ЗМІ було оголошено, що ЦСКА (Софія) зацікавлений у підписанні півзахисника з клубом. 12 січня 2010 року, по завершенні угоди з російським клубом, ЦСКА підписав з румунським легіонером 6-місячний контракт. Дебютував за софійський клуб у переможному (3:2) поєдинку проти пловдивського «Локомотива» в Софії, в якому також відзначився й першим голом за новий клуб. по завершенні угоди з болгарським клубом, повернувся в 2010 році, щоб грати за «Васлуй», але йому було важко пробитися в першу одинадцятку через потужну конкуренцію з боку Веслі та Майка Темванджери. Влітку 2011 року знову підписав контракт з «Рапідом» (Бухарест). У червні 2015 року підписав 1-річний контракт з «Волунтарі»

### Цікаві факти
У 28-му турі сезону 2004/05 років під час дербі проти стамбульського «Фенербахче», за рахунку 2:3 замінив Оскара Кордову, після того як воротар отримав червону картку, а заміни «Бешикташа» вже вичерпався. Після призначення пенальті на користь «Фенербахче» Панчу відбив удар, а гравець «Бешикташа» Корай Авчи відзначився четвертим голом у воротах «Бешикташа» на п’ятій хвилині доданого часу. «Бешикташ» виграв виїзну гру на стадіоні Кадікьой у «Фенербахче», і це було сенсаційним. Панку отримав прізвисько «Кадікьой Пантері» (пантера Кадікьоя) і в наступному сезоні одягнув футболку зі звичним для воротаря номером «1». Окрім цього, турецький клуб отримав значні доходи від продажу футболок Даніеля Панку з номером 1.

## Кар'єра тренера
2 жовтня 2018 року Даніель Панку призначили новим тренером «Рапіда» (Бухарест). Допоміг команді вийти з Ліги 3 до Ліги 2, в якому програв лише 1 гру. 
У серпні 2020 року призначений головним тренером «Політехніка» (Ясси). Після 19-ти зіграних турів сезону 2020/21 років розірвав контракт через незадовільні результати, команда опинилася на останньому місці в турнірній таблиці. 
У 2020 році призначений президентом «Рапіда» (Бухарест).

## Кар'єра в збірній
У футболці національної збірної Румунії дебютував 6 жовтня 2001 року в нічийному (1:1) поєдинку з Грузією. Призначався капітаном на декілька матчів. Всього провів 27 матчів і забив 9 м'ячів.

### Забиті м'ячі
| національна збірна Румунії | національна збірна Румунії | національна збірна Румунії |
| Рік                        | Матчі                      | Голи                       |
| -------------------------- | -------------------------- | -------------------------- |
| 2001                       | 3                          | 0                          |
| 2002                       | 6                          | 2                          |
| 2003                       | 9                          | 2                          |
| 2004                       | 5                          | 4                          |
| 2005                       | 4                          | 1                          |
| Загалом                    | 27                         | 9                          |

## Скандали
У квітні 2013 року Даніеля Панку засудили до п'яти місяців ув'язнення з дискваліфікацією за керування транспортним засобом у стані алкогольного сп'яніння.
У серпні 2020 року Даніель Панку вирішив розпочати політичну діяльність, підтримавши чинного мера Бухареста Габріела Фірю у виборчій кампанії до місцевих виборів та балотувався до Генеральної ради Бухареста за списками Соціал-демократичної партії.
За кілька днів до оголошення кандидатури в ГРБ Даніель Панку підписав тренерський контракт з «Політехнікою» (Ясси), Даніель Панку заявив, що контракт з командою з Яссів важливіший, і що він просто хоче допомогти Габріелі Фірі. Підтримка кандидатури Габріели Фієрі змусила редактора Богдана Фечіту згадати старе гасло вболівальників команди «Рапід», за допомогою якого вони заявляли про свою політичну непричетність, показуючи контраст між ставленням Панку та цінностями вболівальників команди, з якою він пов’язував більшу частину своєї кар’єри як гравця та тренера.

## Досягнення

### Клубні
«Рапід» (Бухарест)
- Ліга I
  -  Чемпіон (1): 1998/99

- Кубок Румунії
  -  Володар (3): 1997/98, 2001/02, 2005/06

- Суперкубок Румунії
  -  Володар (2): 1999, 2002

«Бешикташ»
- Суперліга Туреччини
  -  Чемпіон (1): 2003/03

- Кубок Туреччини
  -  Володар (1): 2005/06

### Як тренера
«Рапід» (Бухарест)
- Ліга III
  -  Чемпіон (1): 2018/19